# Banca Intesa
Banca Intesa S.p.A. est un ancien groupe bancaire italien dont le siège social est à Milan, il fut coté à la bourse de Milan. Ce sont Banco Ambrosiano Veneto, Cariplo et Banca Commerciale Italiana qui en fusionnant donnent naissance à Banca Intesa, qui est en 2005 la première banque italienne et la 14e européenne par les fonds propres.
En 2007, Banca Intesa fusionne avec Sanpaolo IMI pour former Intesa Sanpaolo, le troisième plus grand groupe bancaire européen.

## Activité
Banca Intesa S.p.A. se concentre sur quatre domaines :
- La division "détail", s'occupant des particuliers et des petites et moyennes entreprises (PME) ainsi que des associations caritatives. Son activité principale étant le service au détail, la gestion de fortunes ainsi que les prêts industriels.
- La division "entreprises" s'occupe de moyennes et grosses sociétés, institutions financières, administration publique, mais principalement des fusions/acquisitions, marché de capitaux, dépôts et réseaux internationaux spécialisés.
- La division dite "des banques italiennes affiliées" inclut des succursales basées sur des marchés régionaux (Italie).
- La division dite des "banques affiliées" est construite sur des filiales étrangères, fournissant des services bancaires aux particuliers et aux entreprises, particulièrement en Europe centrale de l'est. Banca Intesa possède des branches et des bureaux en Europe, Asie, Amérique latine, Afrique et Amérique du Nord.

## Actionnariat
- 2005 : Crédit agricole 18,0 %, Fondation Cariplo 9,4 %, Generali 6,1 %, Commerzbank 4,5 %, Fondation Cariparma 4,4 %, Alleanza 3,5 %, flottant 54,1 %.